# Solymosy László
Báró loósi és egervári Solymosy László (Zalaegerszeg, 1909. április 27. – Sopron, 1975. április 26.) magyar zoológus és ornitológus. A Dunántúl azon belül is elsősorban Sopron és környéke faunáját kutatta.

## Élete
Gyermekkorától kitűnt természetszeretetével, az élővilág iránti érdeklődésével. Az ornitológiai ismeretek elsajátításában a Madártani Intézet későbbi igazgatója, Csörgey Titusz volt a tanítómestere. Alig 8 éves, amikor együtt járt vele a fonyódi Nagyberekben, mely akkor még mintegy 40 000 holdas (kb. 23 000 km²) ősmocsár volt. Éveken át közös madártani megfigyeléseket végeztek még Lengyeltóti vidékén, később 1945-ig Egervár, Nagylózs, Újkér (a családi birtokok), a Fertő és a Balaton környékén. Kisdiák korában folyton a madaras könyveit bújta, Csörgeytől megtanulta a madárpreparálást is. 
Solymosy másik mestere az európai hírű Vönöczky Schenk Jakab ornitológus volt. Első tanulmányai: „Magyarország gémvilága” (1926), és „A madárvédelem” (1927) voltak. Ezeket a soproni Magyar Társaság pályázatára írta. A vörösnyakú vöcsökről, a galléros túzokról, a fekete gólyáról, a havasi csókáról, a pehelyrécéről és a fülespacsirtáról stb. szóló igen értékes faunisztikai megfigyeléseit szakfolyóiratokban publikálta. 
Bölcsészdoktori értekezését 1933-ban Budapesten védte, témája a madárlép szövettani szerkezete volt. Ebben a könyvében 65 madárfaj lépének szövettani szerkezetére vonatkozó vizsgálatai eredményét összegezte. Solymosy ezzel a munkával Greschik Jenő mellé, hazánk legkiválóbb hisztológusai soraiba lépett. Kutatásaira hamarosan külföldön is felfigyeltek s egymás után jelentek meg ott is hasonló témájú tanulmányai, mint pl a „Histologie der Vogelmilz”, „Beitrage zur Histologie der Spechte” stb. 
Solymosy László nemcsak a madártan, de a zoológia más területén is végzett tudományos kutatásokat. Többek között feldolgozta Sopron megye denevéreit és rágcsálóit is. Sokoldalú érdeklődése kiterjedt a néprajzra is. Pompás tanulmányt írt „Adatok a nyomórúd lekötésének módozataihoz” címmel a Néprajzi Múzeum Értesítőjébe, amely kiváló etnografusra vall. 1926-tól rendes megfigyelője, majd 1939 óta rendkívüli tagja a Magyar Madártani Intézetnek, ugyancsak tagja volt az 1974-ben megalakult Magyar Madártani Egyesületnek és a Német Ornithologiai Társaságnak is. 
Súlyos csapás volt számára, hogy a háborús események során elpusztult teljes tudományos anyaga: 800 példányból álló madárgyűjteménye, csonttani gyűjteménye, tojáskollekciója számos értékes ritkasággal; úgyszintén a csaknem teljes faunát felölelő bogár-, sáska-, poloska-, pók-, légy- és lepkegyűjteménye. Megsemmisült a teljes tudományos irattára, összes madártani feljegyzése, számos sajtó alá rendezett dolgozata, közte 600 oldalas magántanári disszertációja, továbbá 20 000 db mikroszkópi metszete is. Tönkrementek 25 éven át folytatott terjedelmes madárgyűrűzési jegyzetei, adatai és ezek kapcsán készített munkái. 
A kommunista rendszer a családot megfosztotta birtokaitól, hozzátartozói nyugatra menekültek. Ő maga méltatlan körülmények között élt, az újkéri termelőszövetkezetben dolgozott mint fogatos. Csendes, szerény, zárkózott ember volt. Az 1956-os forradalom idején ismerősei biztatták, hogy menjen ő is külföldre családja után, de ekkor állítólag a Szózatot idézte nekik és idehaza maradt. Kevéssel nyugdíjba vonulása után 1975. február 26-án a soproni kórházban halt meg. Halálát baleset okozta: az erdőről szállított ölfa borult rá a kocsiról.